# Shanidargrot
De Shanidargrot (Koerdisch: Şaneder of Zewî Cemi Şaneder; Arabisch: كهف شاندر) is een archeologische locatie bij het Bradost-gebergte in de Koerdische Autonome Regio van Irak. De site is gelegen in het Zagrosgebergte in het gouvernement Arbil en ligt dicht bij de vallei van de Grote Zab.
In de grot zijn de overblijfselen van tien neanderthalers gevonden, daterend van 35.000 tot 65.000 jaar BP. De grot bevat ook twee latere epipaleolithische en vroeg-neolithische begraafplaatsen, waarvan een van ongeveer 10.600 jaar BP dateert en 35 personen bevat.
De bekendste van de neanderthalers zijn Shanidar 1, die tijdens zijn leven meerdere verwondingen overleefde, mogelijk door de verzorging door andere leden van zijn stam, en Shanidar 4, nabij wiens lichaam sporen van bloemen werden gevonden.

## Bewoningslagen
De opgravingen bij Shanidar tonen meerdere bewoningslagen met een totale dikte van 14 m, afkomstig uit het midden-paleolithicum tot vroeg-neolithicum.
Laag Dleverde Moustérien-gereedschappen gemaakt van kleine rivierstenen, rijk aan schrapers en punten. De gevonden fauna omvat overblijfselen van wilde geiten wilde zwijnen, schildpadden, herten en reeën zowel als enige carnivoren (wolven, vossen, beren). Deze laag bevatte ook de overblijfselen van de neanderthalers.
Laag Ctoonde een laatpaleolithische industrie (Baradostian) met stekers en schrabbers, gedateerd op ongeveer 33.000-27.000 jaar BP.
Laag B2werd gedateerd op 10.146 v.Chr. en leverde een op het Zarzian gelijkende epipaleolithische industrie.
Laag B1komt overeen met het vroeg-neolithicum (8.650 v.Chr.) en leverde maalstenen, resten van gedomesticeerde schapen en een aantal graven die ten minste 26 personen bevatten.

## Neanderthalers
De tien neanderthalers op de locatie werden gevonden binnen een Moustérienlaag die ook honderden stenen werktuigen bevatte, waaronder punten, krabbers en schilfers, en botten van dieren waaronder bezoargeit en Moorse landschildpad.
Shanidar 1 tot 9 werden tussen 1957 en 1961 door Ralph Solecki en een team van de Columbia-universiteit opgegraven. Het skelet van Shanidar 3 wordt in het Smithsonian Institution bewaard. De anderen (Shanidar 1, 2 en 4-8) werden in Irak bewaard en zijn mogelijk tijdens de invasie van 2003 verloren gegaan. Het Smithsonian heeft wel afgietsels hiervan.
In 2006 werd in het Smithsonian tijdens het sorteren van een verzameling dierenbotten een been en voetbotten van een tiende neanderthaler ontdekt, nu bekend als Shanidar 10.

### Shanidar 1

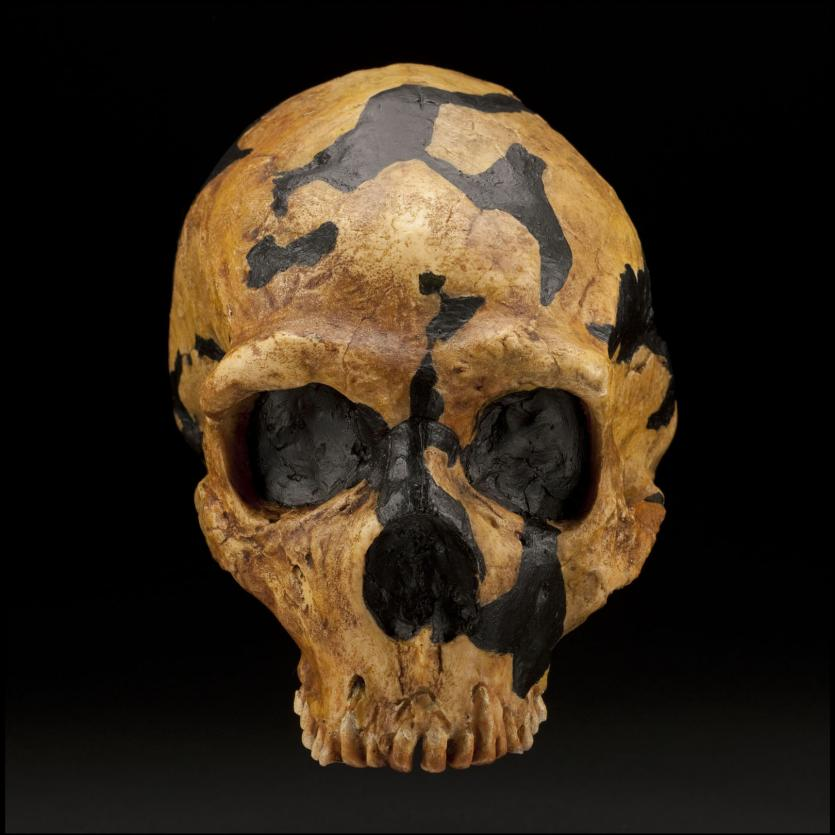
Shanidar 1

Shanidar 1 was een man van tussen de 40 en 50 jaar oud, een voor neanderthalers zeer hoge leeftijd. Hij was een van vier redelijk complete skeletten uit de grot die traumagerelateerde afwijkingen vertonen. In zijn geval waren deze dusdanig dat zijn dagelijks leven moeizaam en pijnlijk geweest moet zijn.
Op een bepaald moment in zijn leven had hij een zware klap tegen de linkerkant van zijn gezicht gehad, welke zijn linker oogkas verbrijzelde en hem aan één oog geheel of gedeeltelijk blind moet hebben gemaakt.
Hij bezat een verschrompelde rechterarm, mogelijk aangeboren, mogelijk door kinderziekten of trauma, of door een amputatie later in zijn leven veroorzaakt. De arm was op meerdere plaatsen gebroken geweest en genezen met het verlies van onderarm en hand. De verwondingen kunnen ook verlammingen aan zijn rechterzijde en daardoor misvormingen in zijn onderbenen en voeten hebben veroorzaakt. Hij zou hierdoor een pijnlijke, kreupele gang gehad hebben.
Al deze verwondingen had hij lang voor zijn dood verworven, en vertoonden duidelijke tekenen van genezing. Dit is gegeven als bewijs ervoor dat neanderthalers hun zieken en behoeftigen verzorgden. Ook andere neanderthalers, op deze locatie zowel als elders, tonen tekenen van trauma's en genezingsprocessen.

### Shanidar 2
Shanidar 2 was een volwassen man, gestorven doordat zijn schedel en botten verbrijzeld werden, waarschijnlijk door vallend gesteente. Op zijn graf bevond zich een kleine stapel stenen met bovenop enkele bewerkte vuursteenpunten, een aanwijzing dat hij met enig ritueel begraven was. Er was bij de begraafplaats ook een groot vuur gelegd.

### Shanidar 3
Shanidar 3 was een 40 tot 50-jarige man. Hij lag in hetzelfde graf als Shanidar 1 en 2. Een wond bij de linker 9e rib suggereert dat de persoon is overleden aan complicaties na een steekwond met een scherp instrument. Botgroei rond de wond geeft aan dat Shanidar 3 de verwonding nog enkele weken overleefde, met het object nog ter plaatse.
De hoek van de wond sluit uit dat hij deze zichzelf toegebracht heeft, maar is in overeenstemming met een hetzij per ongeluk dan wel doelbewuste verwonding door een andere persoon. Recent onderzoek gesuggereerd dat de verwonding door een projectiel kan zijn veroorzaakt. Dit zou het vroegste voorbeeld van inter-persoonlijk geweld in het menselijke fossiele archief zijn, en het enige voorbeeld hiervan bij neanderthalers. Rond deze tijd deden ook de eerste moderne mensen hun intrede in West-Azië, dus het is ook mogelijk dat deze daarvoor verantwoordelijk waren.
Shanidar 3 had last van artrose in zijn voet als gevolg van een breuk of verstuiking. Deze zou een pijnlijke, beperkte gang veroorzaakt hebben.
Zijn skelet is te bezichtigen in de Hall of Human Origins in het National Museum of Natural History in Washington D.C..

### Shanidar 4
Shanidar 4 is de overblijfselen van een volwassen man in de leeftijd van 30-45 jaar. Hij werd in 1960 ontdekt, gelegen op zijn linkerzijde in een gedeeltelijke foetushouding.
Acht jaar na de vondst werden bodemmonsters, die voor pollenanalyse rond het lichaam verzameld waren, geanalyseerd om het paleoklimaat en begroeiingsgeschiedenis van de site te reconstrueren. Naast de gebruikelijke in de locatie gevonden pollen werden in met name twee van de bodemmonsters opvallend grote concentraties van pollen ontdekt, hetgeen de aanwezigheid van hele bloeiende planten of op zijn minst bloemen in het graf suggereert.
Een studie van de specifieke soorten bloemen suggereert dat deze kunnen zijn gekozen voor hun specifieke medicinale eigenschappen. Duizendblad, korenbloem, moederkruid, zomercentaurie, kruiskruid, druifhyacint, zeedruif (Ephedra distachya) en stokroos waren aanwezig in de stuifmeelmonsters; planten die allen lang bekend zijn om hun geneeskrachtige, diuretische, stimulerende, samentrekkende en ontstekingsremmende eigenschappen. Dit suggereert volgens sommigen dat de man mogelijk een kruidengenezer of sjamaan was.

### Shanidar 5
Shanidar 5 is een 35 tot 50 jaar oude man. Zijn schedel toont teken en van trauma, o.a. een 5mm lang litteken op zijn voorhoofdsbeen.

### Shanidar 6
Shanidar 6 was een jonge vrouw.

### Shanidar 7
Shanidar 7 was een ongeveer negen maanden oud kind. Het was het diepst gelegen, vlak boven de rotsbodem, en vertegenwoordigt waarschijnlijk de eerste begrafenis ter plaatse.

### Shanidar 8
De restanten van Shanidar 8 zijn extreem gefragmenteerd en daarom moeilijk te duiden.

### Shanidar 9
Van Shanidar 9 zijn slechts enkele wervels gevonden, waarschijnlijk van een kind. 

### Shanidar 10
Shanidar 10 bestaat uit het incomplete onderbeen en voet van een tot twee jaar oud kind.

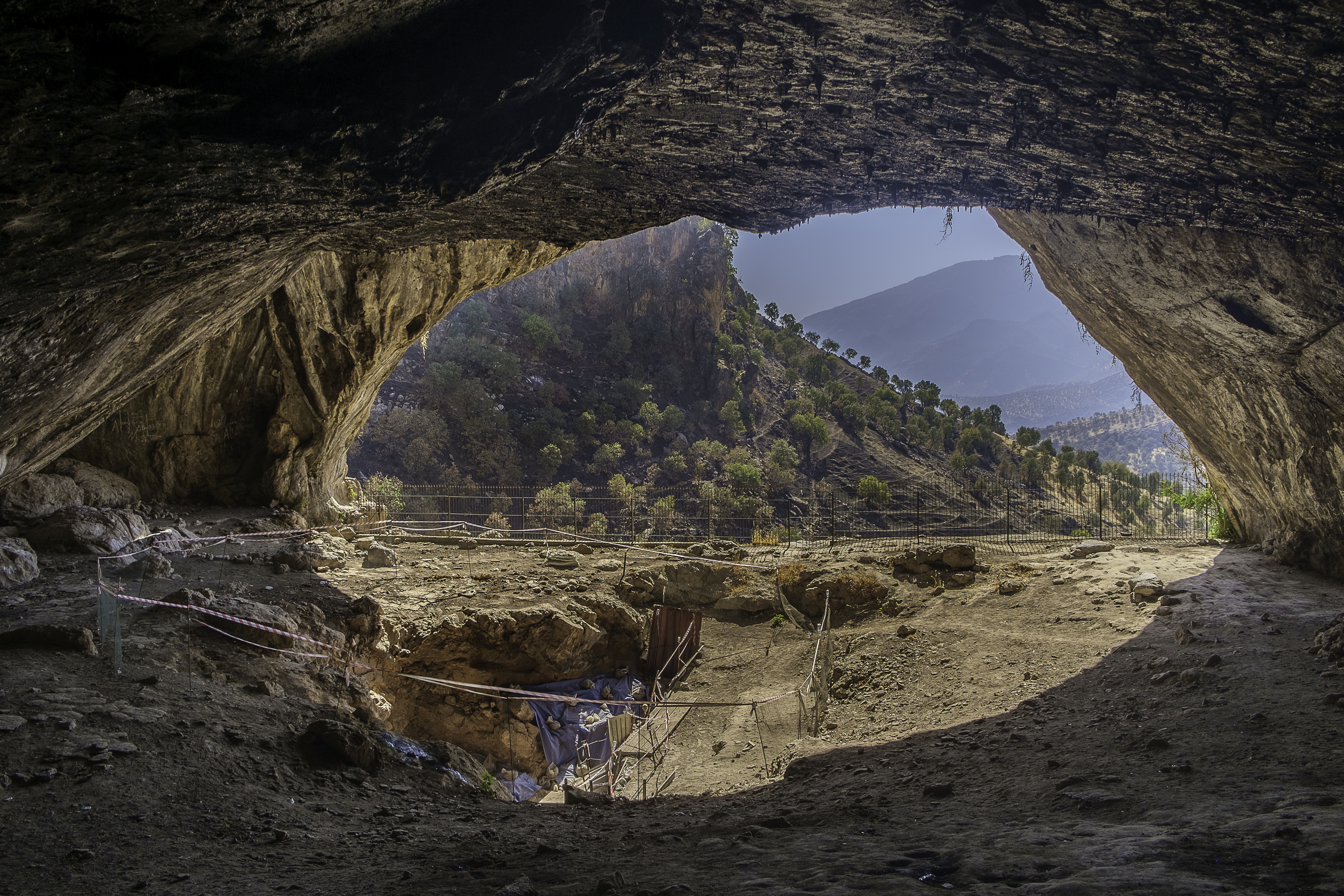
Binnenzijde van de grot
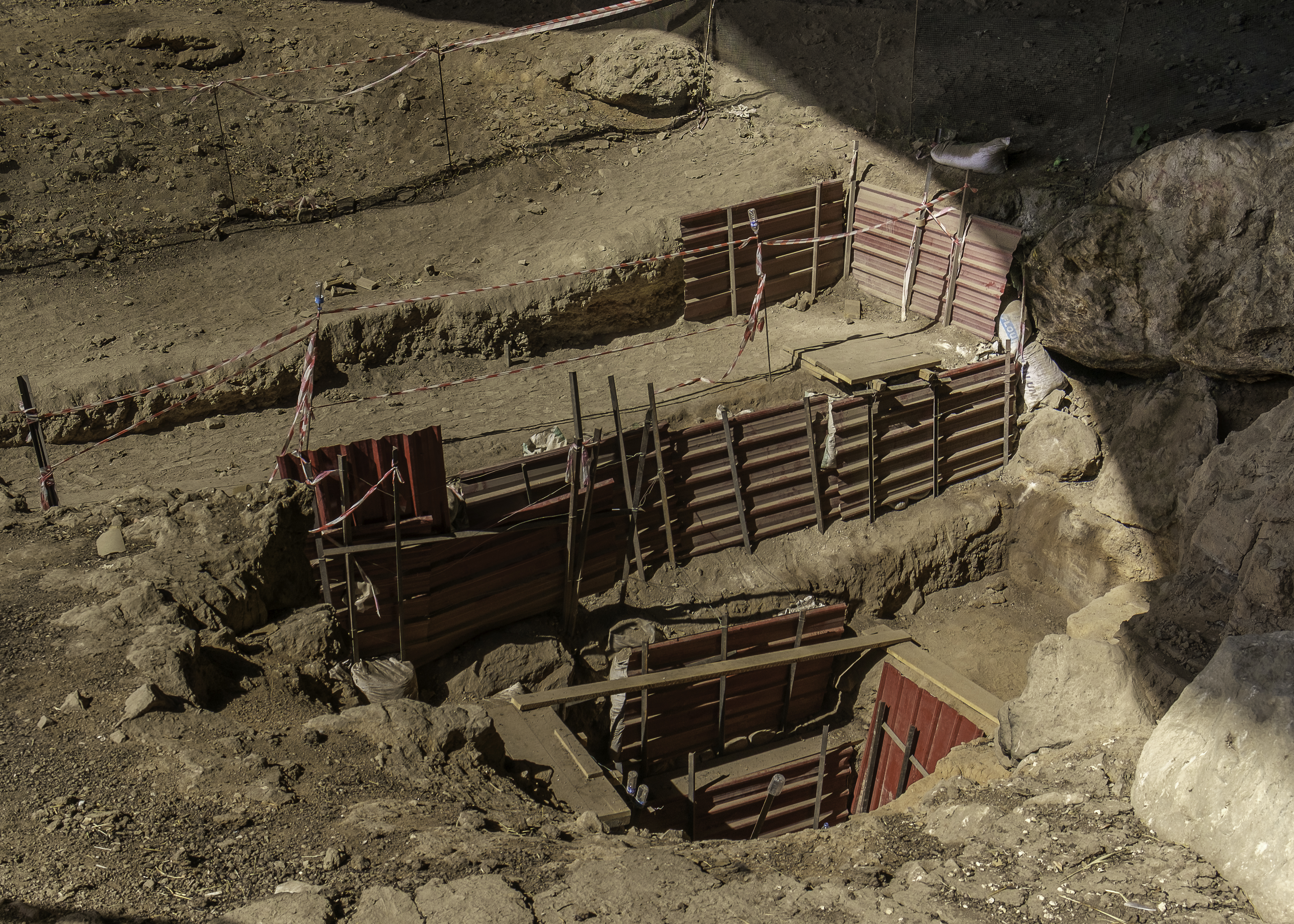
Opgravingen
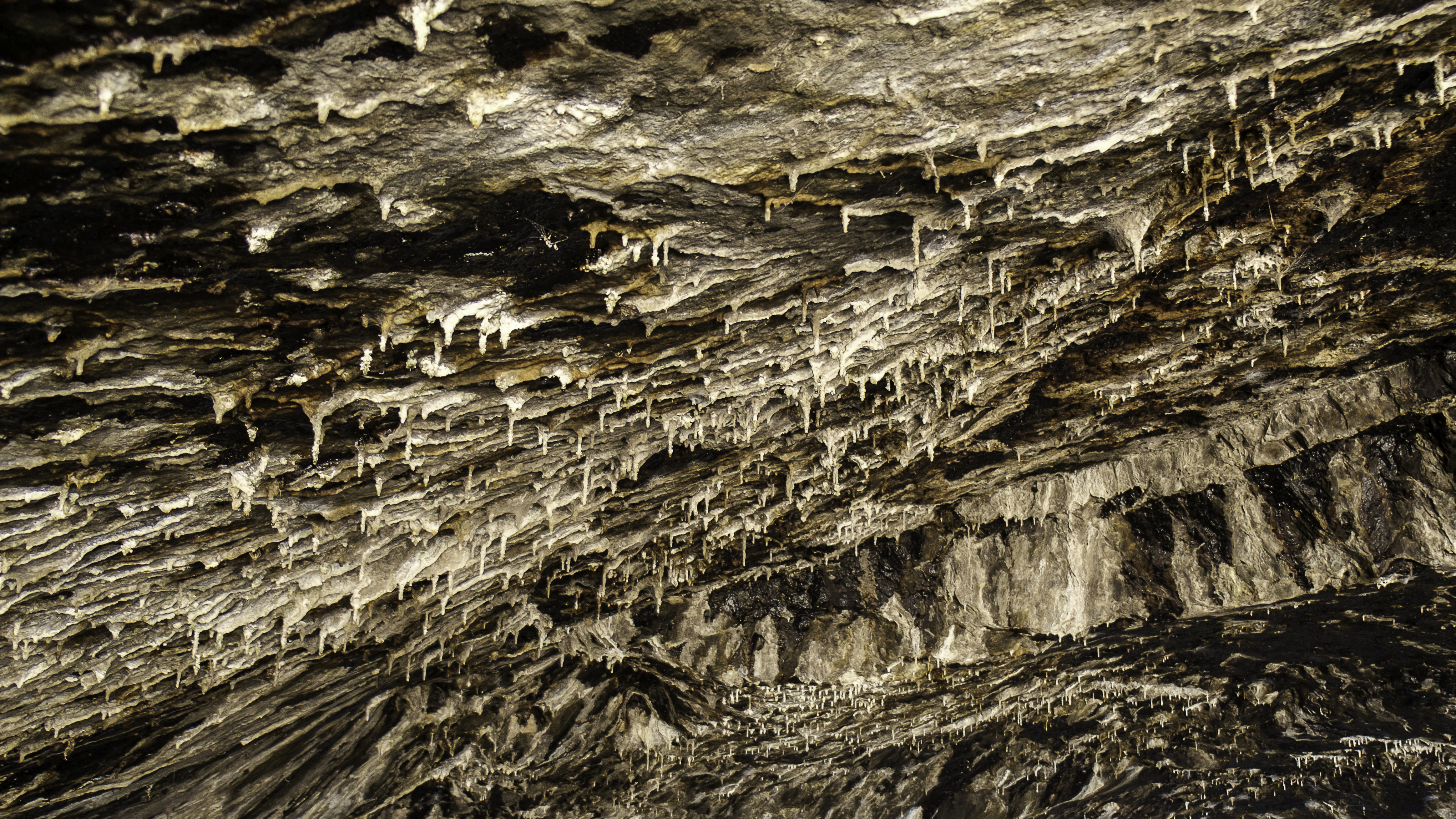
Stalactieten aan het plafond van de grot